# Inga litoralis
Inga litoralis é uma espécie vegetal da família Fabaceae. Seu porte é arbóreo com tamanho do indivíduo adulto variando entre 4 a 20m de altura. É encontrado em bosques úmidos a muito úmidos em altitude de 0 a 500m em relação ao nível dos mares. A árvore se caracteriza pelas ramas ferrugíneo-tomentosas, suas folhas com raques aladas com três pares de folíolos membranáceos  e com glândulas néctares cilíndricas
Apenas pode ser encontrada na Costa Rica.